# مبارك الحشاش
مبارك الحشاش (1950 - 26 يونيو 2018) ممثل وكاتب كويتي.

## عن حياته
خريج المعهد العالي للفنون المسرحية تخصص نقد وأدب مسرحي، بدايته كممثل عام 1967 وفي عام 1973 بدء بكتابة أعمال إذاعية وتوقف عن التمثيل واستمر بعمله ككاتب حيث يعتبر من أشهر كتَاب الكويت. له العديد من الأعمال التلفزيونية أهمها: رقية وسبيكة، وعش الزوجية، والناس أجناس إضافة إلى أعماله التلفزيونية، فلم يخلُ تاريخه الأدبي من أعمال مسرحية ومنها: هذا سيفوه، ومسرحية طاح مخروش، إضافة إلى أعمال إذاعية قدمها خلال تاريخه مع الكتابة.
من أسره فنية، فهو والد الممثل يوسف الحشاش، والكاتب عبد العزيز الحشاش الذي قدَم عدة أعمال تلفزيونية من أبرزها عيون الحب ومسلسل الدخيلة.

## أعماله

### التمثيل
- شرايج بو عثمان

1974 - مسرحية
- الخادم

1971 - مسلسل
- أجلح وأملح

1970 - مسلسل
- هدوا المسلسل

1967 - مسرحية

### التأليف
- الناس أجناس 2

2013 - مسلسل
(مؤلف)
- حلال أبونا

2012 - مسلسل اذاعي
(مؤلف)
- مراهق في السبعين

2011 - مسلسل اذاعي
(مؤلف)
- وعد الحر

2010 - مسلسل اذاعي
(مؤلف)
- الشقردي

2004 - مسلسل
(مؤلف)
- أم ناصر

2003 - مسلسل اذاعي
(مؤلف)
- خالتي وعمتي

2003 - مسلسل
(مؤلف)
- كافيه بو عزوز

2002 - مسلسل
(مؤلف)
- صالح وطالح

2001 - مسلسل
(مؤلف)
- الخطر معهم (ج1)

2000 - مسلسل
(قصة وسيناريو وحوار)
- أبناء الغد

1999 - مسلسل
(مؤلف)
- سابع جار

1999 - مسلسل
(مؤلف)
- بيت الوالد

1998 - مسلسل
(مؤلف)
- الناس أجناس

1997 - مسلسل
(مؤلف)
- اثنان على الطريق

1997 - مسلسل
(سيناريو وحوار الجزء الأول)
- مرمر زماني

1996 - مسلسل
(مؤلف)
- الحاقد

1995 - مسلسل
(مؤلف)
- إفتح يا وطني أبوابك

1995 - برنامج
(مؤلف)
- عيال قرية

1994 - مسلسل
(مؤلف)
- عش الزوجية

1993 - مسلسل
(مؤلف)
- منوعات فرفش

1993 - سهرة تليفزيونية
(مؤلف)
- طاح مخروش

1993 - مسرحية
(مؤلف)
- مخروش طاح بكروش

1991 - مسرحية
(مؤلف)
- مخروش طاح بكروش

1991 - مسلسل اذاعي
(مؤلف)
- كاريكتير

1990 - سهرة تليفزيونية
- الو

1990 - مسرحية
- خذ وخل

1989 - مسلسل
(مؤلف)
- إزعاج

1988 - مسلسل
(مؤلف)
- رقية وسبيكة

1986 - مسلسل
(مؤلف)
- لحظة وداع

1983 - سهرة تليفزيونية
(مؤلف)
- الجذب عيب

1973 - مسلسل اذاعي
(مؤلف)
- خميس بو خمّيس

0 - مسلسل اذاعي
(مؤلف)
- أنا وعمي

0 - مسلسل اذاعي
(مؤلف)

## وفاته
توفي الأحد 24 يونيو عام 2018، داخل مستشفى العدان في محافظة الأحمدي، والتي نقل إليها بعد أزمة صحية شديدة تعرض لها منذ شهر، حيث أصيب بجلطة في المخ.

## روابط خارجية
- مبارك الحشاش على موقع قاعدة بيانات الأفلام العربية
- مبارك الحشاش على موقع قاعدة بيانات الفيلم (الإنجليزية)